# Georg Flach
Georg Flach OSB (* 6. März 1505 in Großheppach; † 15. Dezember 1564) war ein römisch-katholischer Theologe, Weihbischof von Würzburg und Titularbischof von Salona.
Georg Flach wurde 1506 in Großheppach im damaligen Herzogtum Württemberg geboren. Mit dem Eintritt ins Kloster Lorch trat er dem Orden der Benediktiner bei. Am 27. Januar 1536 wurde er an der Universität Ingolstadt eingeschrieben. Sieben Jahre diente er Johannes Eck als Kaplan und Mitarbeiter. Er lebte in dessen Haus und hielt 1543 eine der Leichenreden auf Eck.
Als er am 12. Oktober 1543 zum Dr. theol. promoviert wurde, war er Prior im Benediktinerkloster Plankstetten. 1543 wurde er Weihbischof von Würzburg und 1544 Titularbischof von Salona. Am 6. Dezember 1547 wurde er zum Verwalter des Schottenklosters St. Jakob in Würzburg bestellt, wo er dann auch begraben wurde. 1551/52 nahm er am Konzil von Trient teil. Aus der eingehenden Wiedergabe seiner Stellungnahmen in den Akten könne man entnehmen, dass er als Theologe etwas galt, meinte Hubert Jedin.